# 206241 Dubois

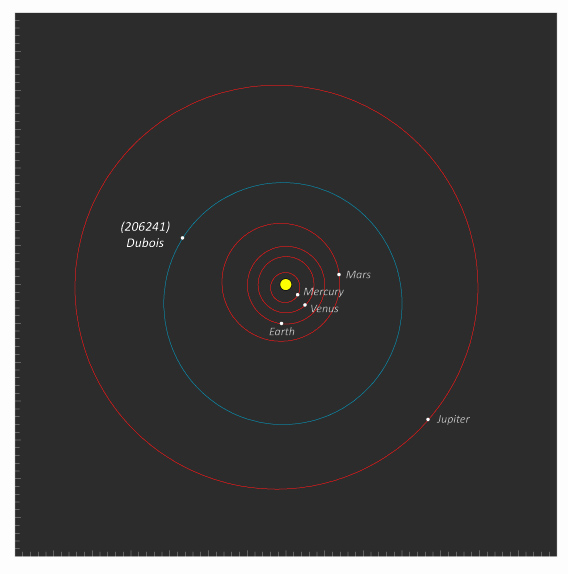
Orbita dell'asteroide Dubois, rapportata alle orbite di alcuni pianeti

206241 Dubois è un asteroide della fascia principale. Scoperto nel 2002, presenta un'orbita caratterizzata da un semiasse maggiore pari a 3,1177196 UA e da un'eccentricità di 0,1607027, inclinata di 5,51740° rispetto all'eclittica.
L'asteroide è dedicato all'antropologo olandese Eugène Dubois.